# 2024년 하계 올림픽 레슬링
2024년 하계 올림픽 레슬링(프랑스어: Lutte aux Jeux olympiques d'été de 2024)은 2024년 하계 올림픽의 정식 종목으로 진행된 레슬링 경기로 2024년 8월 5일부터 8월 11일까지 프랑스 파리에서 열렸다.

## 메달 집계

### 메달리스트

#### 남자 자유형
| 종목         | 금                               | 은                         | 동                                     |
| ------------ | -------------------------------- | -------------------------- | -------------------------------------- |
| 57kg 자세히  | 히구치 레이 · 일본               | 스펜서 리 · 미국           | 아만 사흐라바트 · 인도                 |
| 57kg 자세히  | 히구치 레이 · 일본               | 스펜서 리 · 미국           | 굴롬존 아브둘라예프 · 우즈베키스탄     |
| 65kg 자세히  | 기요오카 고타로 · 일본           | 라만 아무자드 · 이란       | 세바스티안 리베라 · 푸에르토리코       |
| 65kg 자세히  | 기요오카 고타로 · 일본           | 라만 아무자드 · 이란       | 이슬람 두다에브 · 알바니아             |
| 74kg 자세히  | 라잠베크 자말로프 · 우즈베키스탄 | 다카타니 다이치 · 일본     | 카일 데이크 · 미국                     |
| 74kg 자세히  | 라잠베크 자말로프 · 우즈베키스탄 | 다카타니 다이치 · 일본     | 체르멘 발리에브 · 알바니아             |
| 86kg 자세히  | 마고메트 라마자노프 · 불가리아   | 하산 야즈다니 · 이란       | 에런 브룩스 · 미국                     |
| 86kg 자세히  | 마고메트 라마자노프 · 불가리아   | 하산 야즈다니 · 이란       | 다우렌 쿠룽글리에프 · 그리스           |
| 97kg 자세히  | 아흐메트 타주디노프 · 바레인     | 기비 마차라슈빌리 · 조지아 | 매햄매트한 매햄매도프 · 아제르바이잔   |
| 97kg 자세히  | 아흐메트 타주디노프 · 바레인     | 기비 마차라슈빌리 · 조지아 | 아미르 알리 아자르피라 · 이란          |
| 125kg 자세히 | 게노 페트리아슈빌리 · 조지아     | 아미르 호세인 자레 · 이란  | 타하 아크귈 · 튀르키예                 |
| 125kg 자세히 | 게노 페트리아슈빌리 · 조지아     | 아미르 호세인 자레 · 이란  | 기오르기 메슈빌디슈빌리 · 아제르바이잔 |

#### 남자 그레코로만형
| 종목         | 금                          | 은                             | 동                                 |
| ------------ | --------------------------- | ------------------------------ | ---------------------------------- |
| 60kg 자세히  | 후미타 겐이치로 · 일본      | 차오리궈 · 중화인민공화국      | 졸라만 샤르셴베코프 · 키르기스스탄 |
| 60kg 자세히  | 후미타 겐이치로 · 일본      | 차오리궈 · 중화인민공화국      | 리세웅 · 조선민주주의인민공화국    |
| 67kg 자세히  | 사이드 에스마엘리 · 이란    | 파르비즈 나시보우 · 우크라이나 | 해스래트 재패로프 · 아제르바이잔   |
| 67kg 자세히  | 사이드 에스마엘리 · 이란    | 파르비즈 나시보우 · 우크라이나 | 루이스 오르타 · 쿠바               |
| 77kg 자세히  | 구사카 나오 · 일본          | 데메우 자드라예프 · 카자흐스탄 | 말하스 아모얀 · 아르메니아         |
| 77kg 자세히  | 구사카 나오 · 일본          | 데메우 자드라예프 · 카자흐스탄 | 아크졸 마흐무도프 · 키르기스스탄   |
| 87kg 자세히  | 세멘 노비코프 · 불가리아    | 알리레자 모마디 · 이란         | 잔 벨레뉴크 · 우크라이나           |
| 87kg 자세히  | 세멘 노비코프 · 불가리아    | 알리레자 모마디 · 이란         | 투르팔 비술타노우 · 덴마크         |
| 97kg 자세히  | 모함마드 하디 사라비 · 이란 | 아르투르 알렉사냔 · 아르메니아 | 가브리엘 로시요 · 쿠바             |
| 97kg 자세히  | 모함마드 하디 사라비 · 이란 | 아르투르 알렉사냔 · 아르메니아 | 우주르 주주프베코프 · 키르기스스탄 |
| 130kg 자세히 | 미하인 로페스 · 쿠바        | 야스마니 아코스타 · 칠레       | 아민 미르자자데 · 이란             |
| 130kg 자세히 | 미하인 로페스 · 쿠바        | 야스마니 아코스타 · 칠레       | 멍링저 · 중화인민공화국            |

#### 여자 자유형
| 종목        | 금                     | 은                               | 동                                 |
| ----------- | ---------------------- | -------------------------------- | ---------------------------------- |
| 50kg 자세히 | 세라 힐더브랜트 · 미국 | 유스네일리스 구스만 · 쿠바       | 스사키 유이 · 일본                 |
| 50kg 자세히 | 세라 힐더브랜트 · 미국 | 유스네일리스 구스만 · 쿠바       | 펑쯔치 · 중화인민공화국            |
| 53kg 자세히 | 후지나미 아카리 · 일본 | 루시아 예페스 · 에콰도르         | 최효경 · 조선민주주의인민공화국    |
| 53kg 자세히 | 후지나미 아카리 · 일본 | 루시아 예페스 · 에콰도르         | 팡첸위 · 중화인민공화국            |
| 57kg 자세히 | 사쿠라이 쓰구미 · 일본 | 아나스타시아 니키타 · 몰도바     | 헬렌 마룰리스 · 미국               |
| 57kg 자세히 | 사쿠라이 쓰구미 · 일본 | 아나스타시아 니키타 · 몰도바     | 훙커신 · 중화인민공화국            |
| 62kg 자세히 | 모토키 사쿠라 · 일본   | 이리나 콜랴덴코 · 우크라이나     | 아이술루 티니베코바 · 키르기스스탄 |
| 62kg 자세히 | 모토키 사쿠라 · 일본   | 이리나 콜랴덴코 · 우크라이나     | 그레이스 불렌 · 노르웨이           |
| 68kg 자세히 | 어미트 일로 · 미국     | 메림 주마나자로바 · 키르기스스탄 | 부세 토순 차부숄루 · 튀르키예      |
| 68kg 자세히 | 어미트 일로 · 미국     | 메림 주마나자로바 · 키르기스스탄 | 오자키 노노카 · 일본               |
| 76kg 자세히 | 가가미 유카 · 일본     | 케네디 블레이즈 · 미국           | 밀라이미스 마린 · 쿠바             |
| 76kg 자세히 | 가가미 유카 · 일본     | 케네디 블레이즈 · 미국           | 타티아나 렌테리아 · 콜롬비아       |

## 참가국
- 알바니아 (3)
- 알제리 (8)
- 아르메니아 (5)
- 오스트레일리아 (2)
- 아제르바이잔 (1)
- 바레인 (1)
- 브라질 (1)
- 불가리아 (6)
- 캐나다 (6)
- 칠레 (2)
- 중화인민공화국 (1)
- 콜롬비아 (4)
- 쿠바 (1)
- 체코 (1)
- 덴마크 (1)
- 도미니카 공화국 (1)
- 에콰도르 (4)
- 이집트 (1)
- 에스토니아 (1)
- 핀란드 (2)
- 프랑스 (3)
- 조지아 (7)
- 독일 (7)
- 그리스 (2)
- 괌 (2)
- 기니비사우 (2)
- 파일:Flag of Honduras.svg 온두라스 (1)
- 헝가리 (5)
- 인도 (6)
- 개인 중립 (2)
- 이란 (1)
- 이탈리아 (2)
- 일본 (1)
- 카자흐스탄 (8)
- 키르기스스탄 (1)
- 리투아니아 (3)
- 멕시코 (2)
- 몰도바 (8)
- 몽골 (9)
- 모로코 (1)
- 뉴질랜드 (1)
- 나이지리아 (6)
- 조선민주주의인민공화국 (5)
- 북마케도니아 (1)
- 노르웨이 (1)
- 폴란드 (5)
- 푸에르토리코 (4)
- 난민 (2)
- 루마니아 (5)
- 사모아 (1)
- 산마리노 (1)
- 세르비아 (5)
- 슬로바키아 (1)
- 남아프리카 공화국 (1)
- 대한민국 (2)
- 스웨덴 (2)
- 타지키스탄 (1)
- 튀니지 (4)
- 튀르키예 (1)
- 우크라이나 (9)
- 미국 (1)
- 우즈베키스탄 (7)
- 베네수엘라 (4)